# Bernac-Debat
Bernac-Debat är en kommun i departementet Hautes-Pyrénées i regionen Occitanien i sydvästra Frankrike. Kommunen ligger i kantonen Séméac som tillhör arrondissementet Tarbes. År 2022 hade Bernac-Debat 739 invånare.

## Befolkningsutveckling
Antalet invånare i kommunen Bernac-Debat
| Referens: INSEE |